# افق رویداد

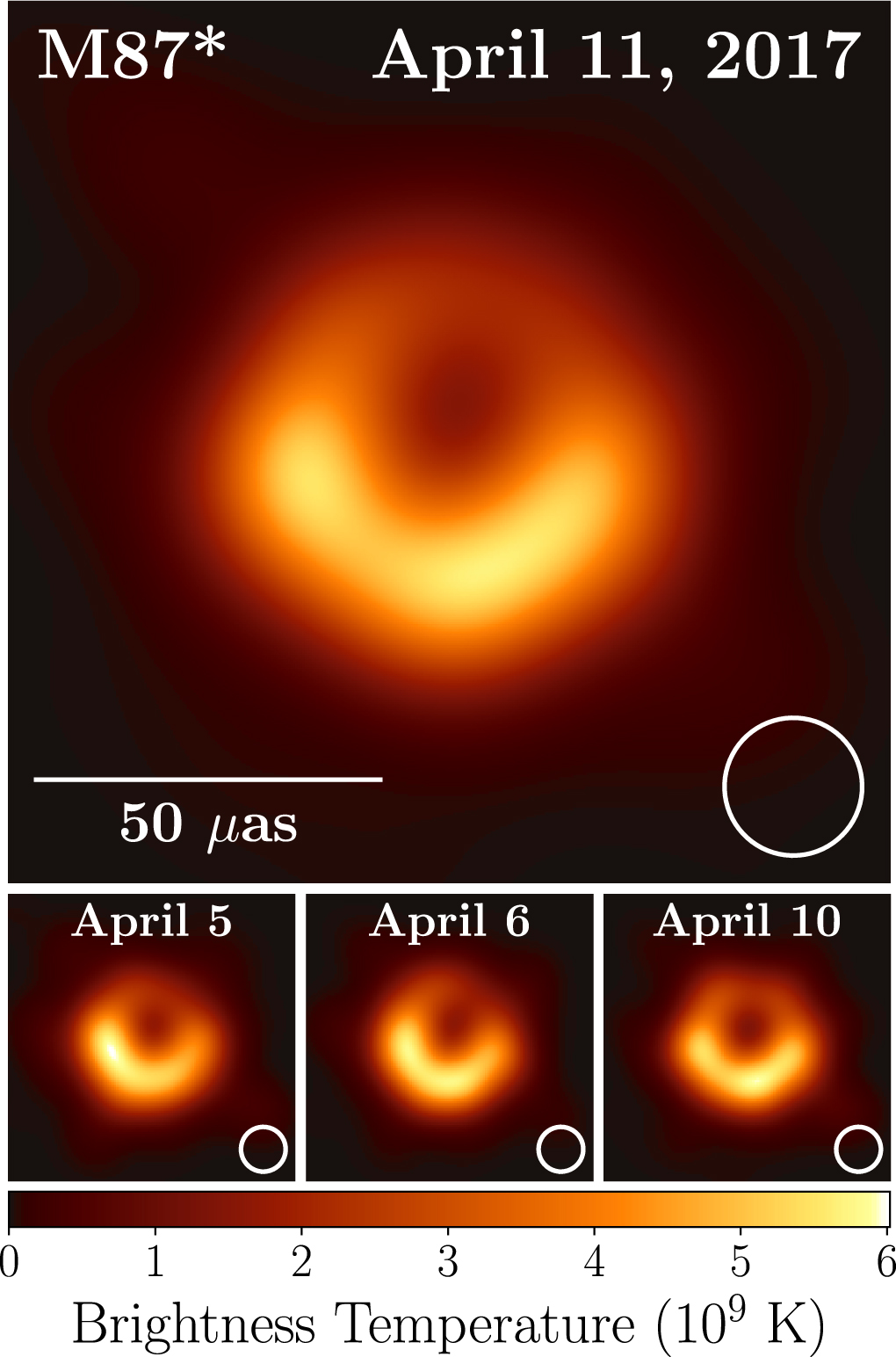
تصویری واقعی از سیاهچاله مرکزی کهکشان راه شیری (ام ۸۷)

افق رویداد (به انگلیسی: Event Horizon) در اخترفیزیک، مرزی است که فراتر از آن، رویدادها قادر به اثرگذاری برروی ناظر نیستند. این اصطلاح را ولفگانگ ریدلر ابداع نمود.
در ۱۷۸۴، جان میچل پیشنهاد نمود که در مجاورت با اشیاء فشرده سنگین، گرانش ممکن است به حدی قوی باشد که حتی نور هم قادر به فرار کردن از آن نباشد. در آن زمان، نظریه گرانش نیوتونی و نظریه ذره‌ای نور غالب بودند. در این نظریات، اگر سرعت فرار شیء از سرعت نور عبور کند، آنگاه نوری که از درون آن نشأت می‌گیرد، ممکن است موقتاً فرار کند، اما در نهایت مجبور به بازگشت خواهد بود. در ۱۹۵۸، دیوید فینکلشتاین از نسبیت عام بهره جست تا تعریفی سخت‌گیرانه تر از افق رویداد یک سیاه‌چاله موضعی ارائه نماید، بدین صورت که در این نوع سیاه‌چاله‌ها، افق رویداد مرزی است که فراتر از آن رویدادها قادر به هیچ نوع اثرگذاری روی ناظر بیرونی نخواهند بود. این تعریف منجر به تناقضات اطلاعاتی و دیوار آتشین شد، که به ارزیابی مجدد مفهوم افق‌های رویداد موضعی و سیاه‌چاله‌ها انجامید. سپس، نظریات گوناگونی توسعه یافتند که برخی‌شان افق رویداد داشتند درحالی که بقیه فاقد آن بودند. استیون هاوکینگ، که یکی از توسعه‌دهندگان پیشرو در ارتباط با نظریات توصیف‌ گر سیاه‌چاله‌ها بود، پیشنهاد کرد که باید به جای افق رویداد، مفهوم «افق ظاهری» به کار برده شود، او می‌گفت که «فروپاشی گرانشی، منجر به تولید افق ظاهری می‌شود، نه افق رویداد». در نهایت نتیجه گرفت که «در این طرز تفکر که سیاهچاله به معنای عدم توانایی نور در فرار به بی نهایت است، عدم وجود افق‌های رویداد، به این معنا خواهد بود که هیچ سیاه‌چاله‌ای به‌وجود نمی‌آید.» قصد او انکار وجود سیاه‌چاله‌ها نبود، بلکه صرفاً می‌خواست بی اعتمادیش را نسبت به تعریف سخت‌گیرانه مذکور از افق رویداد را بیان نماید.
هر شیء که به افق نزدیک شود، از دید سمت ناظر، در حال کم کردن سرعت به نظر آمده و هیچ‌گاه به‌طور کامل از افق رویداد عبور نمی‌کند. به علت انتقال به سرخ گرانشی، تصویر شیء با دورتر شدن از ناظر، در طول زمان سرخ‌تر می‌شود.
در یک جهان در حال انبساط، سرعت انبساط به سرعت نور رسیده و حتی از آن فراتر می‌رود، که از خروج سیگنال‌های برخی مناطق جلوگیری می‌کند. افق رویداد کیهانی، یک افق رویداد واقعی است، چرا که برروی تمام انواع سیگنال‌ها ازجمله موج گرانشی که با سرعت نور طی مسیر می‌کند نیز اثرگذار است.
انواع خاص تری از افق، شامل افق‌های ظاهری و مطلق است که با وجود مرتبط بودن، متمایز بوده و در اطراف سیاه‌چاله قرار دارند. انواع افق‌های متمایز دیگری نیز وجود دارند که این موارد را شامل می‌گردند: افق‌های کوشی و کیلینگ است؛ کره فوتونی و کارکره‌ی راه‌حل کر؛ افق‌های ذره‌ای و کیهانی مرتبط با کیهان‌شناسی؛ و افق‌های ایزوله و دینامیکی که در تحقیقات جاری روی سیاه‌چاله‌ها حائز اهمیت اند.

## افق رویداد کیهانی
در کیهان‌شناسی، افق رویداد جهان مشاهده‌پذیر، بزرگترین فاصله هم-حرکتی است که نور منتشر شده کنونی از آن فاصله قادر است در آینده به ناظر برسد. این با مفهوم افق ذره متفاوت است، که نمایانگر بیشترین فاصله‌ای است که از آن فاصله، نوری که در گذشته منتشر شده، قادر است به ناظر در زمان مورد نظر برسد. برای رویدادهایی که فراتر از این فاصله رخ می‌دهند، نور زمان کافی برای رسیدن به مکان ما را نداشته، حتی اگر در آغاز شروع جهان منتشر شده باشد. تکامل افق ذره برحسب زمان، بسته به ماهیت انبساط جهان دارد. اگر انبساط مشخصه‌های ویژه‌ای داشته باشد، بخش‌هایی از جهان هیچ وقت مشاهده‌پذیر نخواهد بود، فرقی نمی‌کند که ناظر چقدر منتظر ورود نور از آن نواحی باشد. مرزی که رویدادها فراتر از آن قابل مشاهده نباشند را افق رویداد گفته، و نمایانگر حداکثر گسترهٔ افق ذره‌ایست.
محکی برای تعیین یک افق ذره‌ای برای جهان وجود دارد به این صورت:
فاصله هم-حرکتی {\displaystyle d_{p}} به صورت زیر تعریف می‌شود:
{\displaystyle d_{p}=\int _{0}^{t_{0}}{\frac {c}{a(t)}}\,dt.}
در این معادله، a فاکتور مقیاس، c سرعت نور، و {\displaystyle t_{0}} سن جهان است. اگر {\displaystyle d_{p}\rightarrow \infty } (یعنی، نقاط دلخواه در دورترین فواصل قابل رؤیت)، آنگاه هیچ افق رویدادی وجود نخواهد داشت. اگر {\displaystyle d_{p}\neq \infty }، آنگاه افقی وجود خواهد داشت.
مثال‌هایی از مدل‌های کیهانی بدون افق رویداد، جهان‌هایی اند که ماده یا تشعشع برآن‌ها غلبه یافته باشد. به عنوان مثالی از مدل کیهان که دارای افق رویداد باشد، جهانی است که ثابت کیهانی بر آن چیره شده باشد (یک جهان دو سیتری).
محاسبه ای برای سرعت‌های رویداد کیهانی و افق‌های ذره‌ای، در مقاله مدل کیهانی FLRW، ارائه شده که در آن جهان را به صورت مجموعه‌ای از اجزاء غیر-برهمکنش‌کننده تخمین زده‌اند، که هر کدام از این اجزاء به صورت یک سیال بی عیب و نقص فرض شده.

## برای مطالعهٔ بیشتر
- جهان در پوست گردو از استیون هاوکینگ

- Thorne, Kip (1994). Black Holes and Time Warps. W. W. Norton.
- Abhay Ashtekar and Badri Krishnan, "Isolated and Dynamical Horizons and Their Applications", Living Rev. Relativity, 7, (2004), 10; Online Article, cited February 2009.